# Nicole Tubiola
Nicole Tubiola (* 7. August 1979 in Bullhead City, Arizona) ist eine US-amerikanische Filmschauspielerin.

## Leben
Tubiola wurde 1979 in Bullhead City, Arizona geboren und wuchs dort auf. Bis 1997 besuchte sie die Mohave High School. Danach wurde sie als Schauspielerin für Film und Fernsehen tätig.
Im August 2003 heiratete sie den neuseeländischen Schauspieler Kieren Hutchison, mit dem sie auch für Wildfire vor der Kamera stand. Hier spielte sie ab 2005 die Figur „Danielle Davis“. Im September 2007 wurden die beiden Eltern eines Sohnes.
2009 spielte sie bei Die Schein-Hochzeit und Fired Up! mit. Seit 2015 ist sie als Schauspielerin nicht mehr tätig, sie Co-produzierte aber ab 2017 die Erklärvideo-Kinderserie A Kid Explains History.

## Filmografie (Auswahl)
- 1998: Hang Time (Fernsehserie, Folge 4x09)
- 1999: Undressed – Wer mit wem? (MTVs Undressed, Fernsehserie, eine Folge)
- 2002: Sabretooth – Angriff des Säbelzahntigers (Sabretooth, Fernsehfilm)
- 2003: Boston Public (Fernsehserie, Folge 4x02)
- 2005–2008: Wildfire (Fernsehserie, 51 Folgen)
- 2009: Die Schein-Hochzeit (My Fake Fiancé)
- 2009: Fired Up!
- 2010: Wake Up (Kurzfilm)
- 2012: Shortland Streets (Fernsehserie, vier Folgen)
- 2014: Echo Park